# الهفهوف
الهفهوف، هي قرية من فئة (أ) تقع في محافظة الرين، والتابعة لمنطقة الرياض في السعودية. وتبعد الهفهوف عن محافظة الرين بمسافة تقارب () كم.